# Bomber over Randers
|  | Denne artikel er oprettet af botten Steenthbot ud fra en ekstern database. Den kan derfor have sproglige fejl eller mangler. Denne skabelon kan fjernes efter kontrol af indholdet. |

Bomber over Randers er en dansk dokumentarisk optagelse fra 1944.

## Handling
Ødelagte huse i Vorup ved Randers efter at en allieret maskine den 30. august 1944 havde tabt en bombe. Seks personer mistede livet.

Optagelser af huse og bygninger i ruiner i Randers samt fra en dobbeltbegravelse.

Scener fra et snedækket København senere i filmen. Vue ud over et snedækket Købehavn med sporvogne og folk, der rydder sne i gaderne.